# The Hill of Crosses
The Hill of Crossess to dziesiąty studyjny album zespołu Sol Invictus, wydany w 2000 roku (zob. 2000 w muzyce).
W nagraniach oprócz Tony'ego Wakeforda udział wzięli też: Sally Doherty, Karl Blake, Eric Roger i Matt Howden.

## Lista utworów
1. Chime the Day
2. A German Requiem
3. Black Dawn
4. December Song
5. Eve
6. Chime the Night
7. God Told Me To
8. The Street of Many Murders
9. Hundreds
10. The Hill of Crossess